# Four Pieces / Three Pieces
Four Pieces fue editado en octubre de 2018, en formato boxset conteniendo toda la discografía oficial más algunas rarezas de Yazoo, la banda conformada por Vince Clarke y Alison Moyet.

Three Pieces es el nombre que lleva la versión en CD de esta edición.

### Lista de temas
Disco 1 (LP): Upstairs at Eric's

| Lado A |                             |              |          |  |
| N.º    | Título                      | Escritor(es) | Duración |  |
| 1.     | «Don't Go»                  | Vince Clarke |          |  |
| 2.     | «Too Pieces»                | Vince Clarke |          |  |
| 3.     | «Bad Connection»            | Vince Clarke |          |  |
| 4.     | «I Before E Except After C» | Vince Clarke |          |  |
| 5.     | «Midnight»                  | Alison Moyet |          |  |
| 6.     | «In My Room»                | Vince Clarke |          |  |

| Lado B |                                   |              |          |  |
| N.º    | Título                            | Escritor(es) | Duración |  |
| 1.     | «Only You»                        | Vince Clarke |          |  |
| 2.     | «Goodbye 70's»                    | Alison Moyet |          |  |
| 3.     | «Tuesday»                         | Vince Clarke |          |  |
| 4.     | «Winter Kills»                    | Alison Moyet |          |  |
| 5.     | «Bring Your Love Down (Didn't I)» | Alison Moyet |          |  |

Disco 2 (LP): You And Me Both

| Lado A |                  |              |          |  |
| N.º    | Título           | Escritor(es) | Duración |  |
| 1.     | «Nobody's Diary» | Alison Moyet |          |  |
| 2.     | «Softly Over»    | Vince Clarke |          |  |
| 3.     | «Sweet Thing»    | Alison Moyet |          |  |
| 4.     | «Mr. Blue»       | Vince Clarke |          |  |
| 5.     | «Good Times»     | Alison Moyet |          |  |

| Lado B |                       |              |          |  |
| N.º    | Título                | Escritor(es) | Duración |  |
| 1.     | «Walk Away from Love» | Vince Clarke |          |  |
| 2.     | «Ode to Boy»          | Alison Moyet |          |  |
| 3.     | «Unmarked»            | Vince Clarke |          |  |
| 4.     | «Anyone»              | Alison Moyet |          |  |
| 5.     | «Happy People»        | Vince Clarke |          |  |
| 6.     | «And On»              | Alison Moyet |          |  |

Disco 3 (LP): Eight Remixes (8 remezclas)

| Lado A |                                     |                |          |  |
| N.º    | Título                              | Escritor(es)   | Duración |  |
| 1.     | «Nobody’s Diary» (Extended Version) | Alison Moyet   |          |  |
| 2.     | «Situation» (Richard X Remix)       | (Clarke/Moyet) |          |  |
| 3.     | «Don't Go» (Re-Mix)                 | Vince Clarke   |          |  |
| 4.     | «Only You» (Orchestral Mix)         | Vince Clarke   |          |  |

| Lado B |                                                             |                |          |  |
| N.º    | Título                                                      | Escritor(es)   | Duración |  |
| 1.     | «Situation» (The Aggressive Attitude Mix)                   | (Clarke/Moyet) |          |  |
| 2.     | «Don't Go» (Tee’s TNT Radio Mix)                            | Vince Clarke   |          |  |
| 3.     | «State Farm» (Madhouse Mix Edit)                            | (Clarke/Moyet) |          |  |
| 4.     | «Winter Kills» (Minute Taker Remix (Previously Unreleased)) | Alison Moyet   |          |  |

Disco 4 (LP): Two BBC Sessions

| Lado A: John Peel, junio de 1982 |                                        |              |          |  |
| N.º                              | Título                                 | Escritor(es) | Duración |  |
| 1.                               | «Don't Go» (Previously Unreleased)     | Vince Clarke |          |  |
| 2.                               | «Midnight» (Previously Unreleased)     | Alison Moyet |          |  |
| 3.                               | «In My Room» (Previously Unreleased)   | Vince Clarke |          |  |
| 4.                               | «Winter Kills» (Previously Unreleased) | Alison Moyet |          |  |

| Lado B: David Jensen, septiembre de 1982 |                                      |                |          |  |
| N.º                                      | Título                               | Escritor(es)   | Duración |  |
| 1.                                       | «Bring Your Love Down (Didn’t I)»    | Alison Moyet   |          |  |
| 2.                                       | «In My Room»                         | Vince Clarke   |          |  |
| 3.                                       | «Situation» (Previously Unreleased)  | (Clarke/Moyet) |          |  |
| 4.                                       | «Two Pieces» (Previously Unreleased) | Vince Clarke   |          |  |

## Three Pieces

### Lista de temas
Disco 1 (CD): Upstairs at Eric's

| Upstairs at Eric's |                                   |              |          |  |
| N.º                | Título                            | Escritor(es) | Duración |  |
| 1.                 | «Don't Go»                        | Vince Clarke |          |  |
| 2.                 | «Too Pieces»                      | Vince Clarke |          |  |
| 3.                 | «Bad Connection»                  | Vince Clarke |          |  |
| 4.                 | «I Before E Except After C»       | Vince Clarke |          |  |
| 5.                 | «Midnight»                        | Alison Moyet |          |  |
| 6.                 | «In My Room»                      | Vince Clarke |          |  |
| 7.                 | «Only You»                        | Vince Clarke |          |  |
| 8.                 | «Goodbye 70's»                    | Alison Moyet |          |  |
| 9.                 | «Tuesday»                         | Vince Clarke |          |  |
| 10.                | «Winter Kills»                    | Alison Moyet |          |  |
| 11.                | «Bring Your Love Down (Didn't I)» | Alison Moyet |          |  |

Disco 2 (CD): You And Me Both

| You And Me Both |                       |              |          |  |
| N.º             | Título                | Escritor(es) | Duración |  |
| 1.              | «Nobody's Diary»      | Alison Moyet |          |  |
| 2.              | «Softly Over»         | Vince Clarke |          |  |
| 3.              | «Sweet Thing»         | Alison Moyet |          |  |
| 4.              | «Mr. Blue»            | Vince Clarke |          |  |
| 5.              | «Good Times»          | Alison Moyet |          |  |
| 6.              | «Walk Away from Love» | Vince Clarke |          |  |
| 7.              | «Ode to Boy»          | Alison Moyet |          |  |
| 8.              | «Unmarked»            | Vince Clarke |          |  |
| 9.              | «Anyone»              | Alison Moyet |          |  |
| 10.             | «Happy People»        | Vince Clarke |          |  |
| 11.             | «And On»              | Alison Moyet |          |  |

Disco 3 (CD): Eight Remixes & Two BBC Sessions (8 remezclas y dos sesiones en la BBC)

| Eight Remixes & Two BBC Sessions |                                                                                |                |          |  |
| N.º                              | Título                                                                         | Escritor(es)   | Duración |  |
| 1.                               | «Nobody’s Diary» (Extended Version)                                            | Alison Moyet   |          |  |
| 2.                               | «Situation» (Richard X Remix)                                                  | (Clarke/Moyet) |          |  |
| 3.                               | «Don't Go» (Re-Mix)                                                            | Vince Clarke   |          |  |
| 4.                               | «Only You» (Orchestral Mix)                                                    | Vince Clarke   |          |  |
| 5.                               | «Situation» (The Aggressive Attitude Mix)                                      | (Clarke/Moyet) |          |  |
| 6.                               | «Don't Go» (Tee’s TNT Radio Mix)                                               | Vince Clarke   |          |  |
| 7.                               | «State Farm» (Madhouse Mix Edit)                                               | (Clarke/Moyet) |          |  |
| 8.                               | «Winter Kills» (Minute Taker Remix (Previously Unreleased))                    | Alison Moyet   |          |  |
| 9.                               | «Don't Go» (John Peel BBC Session, June 1982. Previously Unreleased)           | Vince Clarke   |          |  |
| 10.                              | «Midnight» (John Peel BBC Session, June 1982. Previously Unreleased)           | Alison Moyet   |          |  |
| 11.                              | «In My Room» (John Peel BBC Session, June 1982. Previously Unreleased)         | Vince Clarke   |          |  |
| 12.                              | «Winter Kills» (John Peel BBC Session, June 1982. Previously Unreleased)       | Alison Moyet   |          |  |
| 13.                              | «Bring Your Love Down (Didn’t I)» (David Jensen BBC Session, September 1982.)  | Alison Moyet   |          |  |
| 14.                              | «In My Room» (David Jensen BBC Session, September 1982.)                       | Vince Clarke   |          |  |
| 15.                              | «Situation» (David Jensen BBC Session, September 1982. Previously Unreleased)  | (Clarke/Moyet) |          |  |
| 16.                              | «Two Pieces» (David Jensen BBC Session, September 1982. Previously Unreleased) | Vince Clarke   |          |  |

## Datos extras
Este boxset viene también acompañado de memorabilia.